# Бактыбай Жолбарысулы
Бактыбай Жолбарысулы (1842, ныне г, Текели, Алматинской области — 1902) — казахский акын, жыршы. 
Происходит из рода сиыршы племени жалайыр. С юных лет прославился поэтическим даром. Песенное состязание с Тезек-торе (1861) сделало его знаменитым в Жетысу. Знал и исполнял множество произведении казахского героического эпоса, сочинял поэмы в духе народной эпической традиций, участвовал в айтысах (состязался с известными акынами своего времени — Майке кыз(Мәйкежан), Арыстаном, Жусипбеком, Асетом, Бейимбетом, Кыпшакбаем). Произведения Бактыбай вышли отдельной книге «Жел қобыз» в 1987 году.

## Память
Его именем назван Аул имени Бактыбая Жолбарысулы. В селе Карабулак Ескельдинского района Алматинской области поставлен памятник к его 170 летию.
Также школа #18 имени Бактыбая Жолбарысулы в городе Талдыкорган.